# デフスターレコーズ
デフスターレコーズ（DefSTAR Records）は、2000年から2015年まで存在したソニー・ミュージックレーベルズのレコードレーベル。

## 概要
2001年1月1日、ソニー・ミュージックエンタテインメントの制作部門から分社化。初代代表取締役はのちにワーナーミュージック・ジャパン代表取締役社長を務めた吉田敬。
DefSTARは造語で、語源は「Def＝かっこいい」+「STAR＝新しいスターを生み出す」の意味。
ロゴマークは星の中にイニシャルのDをかたどったもの。
デフスターレコーズの前身であるSMEJ内の「Tプロジェクト」が最初にプロデュースしたのがthe brilliant green、平井堅等であった為、大手芸能事務所・研音がソニーミュージック内に作ったレーベルと言われる事があるが、研音所属以外のアーティストも多数在籍しており研音と資本的には直接的関係はない。2009年5月31日、the brilliant green、sowelu等が研音およびデフスターから離れた。
デフスターレコーズ作品の規格品番は「DF」から始まるカタログ番号となっている。

## 沿革
- 1997年4月1日 - ソニー・ミュージックエンタテインメント内に吉田敬らによるTプロジェクト発足[1]。
- 2000年10月1日 - デフスターレコーズ発足[1]。同月から発売開始｡
- 2001年1月1日 - ソニー・ミュージックエンタテインメントの製作部門から株式会社デフスターレコーズ （DefSTAR Records Inc.） として分社化。吉田敬が代表取締役就任[1]。
- 2003年7月1日 - 吉田敬が退職。藤原俊輔が代表取締役に就任。
- 2008年4月1日 - 小林和之が代表取締役に就任。
- 2014年4月1日 - ソニー・ミュージックレコーズがレーベルビジネスグループの7社を吸収合併し、ソニー・ミュージックレーベルズが発足[2]。デフスターレコーズは同社の社内レーベルとなる。
- 2015年6月1日 - SMEレコーズに吸収合併される形で運営終了。

デフスターレコーズの機能は、在籍していた全所属アーティストがSMEレコーズ内に新たに発足された制作3部へと自動的に転籍した。

## かつて所属していたアーティスト

### 離脱・他のレーベルへ移動・編入
※印は、他のレーベルへと移動・編入。
- AGGRESSIVE DOGS a.k.a UZI-ONE（2008年〜2009年）
- AKB48（2006年〜2008年）（You, Be Cool!/キングレコード）
  - 離脱後、2008年リリースのベストアルバムの完全版・ビデオクリップ集（2010年）、スタジオ収録の劇場公演曲のアルバムリリース（2013年）がある（「AKB48の関連作品」参照）。
- あゆみくりかまき（2015年）※
- 五井道子（2007年）
- 石崎ひゅーい（2013年〜2014年）※
- いとうまゆ (2012年)※
- Aimer（2011年〜2015年）※
- 奥田美和子（2000年）（BMG JAPAN → Cocoon（インディーズ） → 日本クラウン）
- Kylee（2009年〜2013年）※
- GARNiDELiA（2014年〜2015年）※
- 川畑要（2012年〜2013年）（ソニー・ミュージックアソシエイテッドレコーズへ2013年に移動）※
- 栗山千明（2010年〜2013年）（所属事務所スペースクラフト）
- CHEMISTRY（2000年〜2012年）（2017年活動再開後はソニー・ミュージックアソシエイテッドレコーズに移動）※
- 後藤まりこ（2012年〜2013年）
- 近藤晃央（2012年〜2013年）※
- SawanoHiroyuki[nZk]（2014年〜2015年）※
- SUNDAYS（2014年）※
- 私立恵比寿中学（2012年〜2015年）（所属事務所スターダストプロモーション）※
  - 真山りか（2014年）※
- THE STARBEMS（2013年）
- 星羅（2009年〜2011年）
- Sowelu（2002年〜2009年）（rhythm zone）
- 高木正勝（2006年）
- 舘ひろし（2012年）（所属事務所・石原プロモーション → 舘プロ）※
- ティーナ・カリーナ（2013年）※
- NIRGILIS（2006年〜2009年）（AMG MUSIC）
- NORTHERN BRIGHT（2000年〜2002年）（Sony Records → LD&K Records）※
- 平井堅（2000年〜2012年）（ソニー傘下のアリオラジャパンへ2013年に移動）※
- the brilliant green（2000年〜2009年）（ワーナーミュージック・ジャパン）
  - Tommy february6（2001年〜2009年）
  - Tommy heavenly6（2003年〜2009年）
  - meister（2004年〜2005年）
- MONOBRIGHT（2007年〜2013年）（所属事務所・アミューズ）※
- universe（2010年〜2011年）（所属事務所・スターダストプロモーション）
- Lil'B（2008年〜2011年）
- ROOKiEZ is PUNK'D（2010年〜2012年）
- 分島花音（2008年〜2010年）（所属事務所・Hit&Run）※
- WONDER GIRLS（2012年）

etc…

### 解散、活動終了、休止
※は、他のレーベルへと移動・編入。
- AFRAに曽我部（2012年）
- AMOYAMO（2012年〜2013年）
- amplified（2006年〜2007年）
- YeLLOW Generation（2002年〜2005年）※
- Yellow Cherry（2006年〜2008年）
- immi（2009年〜2010年）
- Allies（2012年〜2013年）
- mc2（2010年〜2011年）
- ON/OFF（2010年〜2011年）（所属事務所・マジソンミュージックアカデミー）※
- kanon×kanon（2010年〜2011年）
- THE冠（2009年）
- キングギドラ（2002年〜2003年）※
- KILLERS（2006年〜2007年）
- くろーばー（2009年）
- Sunbrain（2005年〜2007年）
- 辻詩音（2008年〜2011年）
- D-CLAN（2005年〜2006年）
- デブパレード（2008年〜2009年）
- Dude（2006年）
- ナチュラル ハイ（2003年〜2007年）（所属事務所・ダブルスター）
  - 大嶽香子（2004年〜2006年）
- パナシェ!（2012年〜2013年）
- 平川地一丁目（2003年〜2008年）（所属事務所ダブルスター）
  - 林直次郎（2007年）
  - 中央特快（2008年）
- BEAT CRUSADERS（2004年〜2010年）（所属事務所・ハイ・ウェーブ）※
- 藤木一恵（2008年）
- FLiP（2010年〜2013年）
- PE'Z（2010年）
  - pe'zmoku（2008年〜2009年）
- Voices of KOREA/JAPAN（2002年）
- モデルガールズ（2012年〜2013年）（所属事務所・オスカープロモーション）
- LONG SHOT PARTY（2008年〜2010年）
- 伊東歌詞太郎、うさ、新社会人、セリユ、Da-little、はにちゃむ★、バル、ゆう十（2013年）

etc…

## サウンドトラック
| 発売日         | タイトル                                                                           | 規格品番            |
| -------------- | ---------------------------------------------------------------------------------- | ------------------- |
| 2002年10月17日 | 凶気の桜 オリジナル・サウンドトラック                                              | DFCL-1082           |
| 2002年11月20日 | 「ダブルスコア」 オリジナル・サウンドトラック                                      | DFCL-1088           |
| 2003年02月26日 | 「熱烈的中華飯店」オリジナル・サウンドトラック                                     | DFCL-1098           |
| 2004年03月10日 | 「奥さまは魔女 bewitched in tokyo」 オリジナル・サウンドトラック                   | DFCL-1129 DFCL-1202 |
| 2004年05月19日 | ワンダフルライフ オリジナル・サウンドトラック                                      | DFCL-1135 DFCL-1204 |
| 2004年05月26日 | 「下妻物語」オリジナル・サウンドトラック                                           | DFCL-1137           |
| 2005年02月23日 | 87% オリジナル・サウンドトラック                                                   | DFCL-1184           |
| 2005年03月09日 | animation BECK original soundtrack "KEITH"                                         | DFCL-1178           |
| 2005年03月09日 | animation BECK soundtrack "BECK"                                                   | DFCL-1179           |
| 2005年05月11日 | female オリジナル・サウンドトラック                                                | DFCL-1187           |
| 2005年11月23日 | 「危険なアネキ」オリジナル・サウンドトラック                                       | DFCL-1224           |
| 2006年05月24日 | ドラマ「トップキャスター」オリジナル・サウンドトラック                             | DFCL-1275           |
| 2006年08月23日 | 僕の、世界の中心は、君だ。 オリジナル・サウンドトラック                            | DFCP-44             |
| 2006年11月29日 | Bartender オリジナルサウンドトラック                                               | DFCL-1321           |
| 2008年03月12日 | ドラマ「ハチミツとクローバー」サウンドトラック                                     | DFCL-1462           |
| 2008年05月21日 | 「アフタースクール」オリジナル・サウンドトラック                                   | DFCL-1466           |
| 2008年07月02日 | 「ギララの逆襲/洞爺湖サミット危機一発」オリジナル・サウンドトラック                | DFCL-1480           |
| 2008年08月20日 | 映画「デトロイト・メタル・シティ」オリジナル・サウンドトラック                     | DFCL-1491           |
| 2009年09月09日 | PRETTY IN PINK FLAMINGO サウンドトラック                                           | DFCL-1590           |
| 2009年11月18日 | NHK連続人形活劇「新・三銃士」オリジナル・サウンドトラック                          | DFCL-1597           |
| 2012年01月25日 | WOWOW開局20周年記念番組 ドラマWスペシャル 倉本聰「學」オリジナル・サウンドトラック | DFCL-1836           |
| 2015年05月20日 | XenobladeX Original Soundtrack                                                     | DFCL-2135           |